# ネスター・セラーノ
ネスター・セラーノ（Nestor Serrano、1955年11月5日 - ）は、アメリカ合衆国の俳優。

## 主な出演作品

### 映画
- マネー・ピット The Money Pit (1986)
- ブレンダ・スター Brenda Starr  (1989)
- リーサル・ウェポン2/炎の約束 Lethal Weapon 2 (1989)
- アイ・ラブ・トラブル  I Love Trouble (1994)
- バッドボーイズ Bad Boys (1995)
- 訣別の街 City Hall (1996)
- デイライト Daylight (1996)
- 交渉人 The Negotiator (1998)
- 救命士 Bringing Out the Dead (1998)
- インサイダー The Insider (1998)
- ワイルド・チェイス Bait (2000)
- ショウタイム Showtime (2002)
- 容疑者 City by the Sea (2002)
- ニューオーリンズ・トライアル Runaway Jury (2004)
- デイ・アフター・トゥモロー The Day After Tomorrow (2004)
- セクレタリアト/奇跡のサラブレッド Secretariat (2010)
- ネイビーシールズ Act of Valor (2012)
- キャプテン・アメリカ/ウィンター・ソルジャー Captain America: The Winter Soldier (2014)
- 山猫は眠らない5 反逆の銃痕 Sniper: Legacy (2014)

### テレビドラマ
- NY市警緊急出動部隊   トゥルー・ブルー True Blue (1989-1990)
- ハット・スクワッド 帽子の騎士たち The Hat Squad (1992-1993)
- 24 -TWENTY FOUR- 24 第4シーズン (2005)　Navi Araz役
- 新ビバリーヒルズ青春白書 90210 (2010-2011)
- 西海岸捜査ファイル グレイスランド Graceland (2013)
- リベンジ Revenge (2014-2015)
- ザ・ラストシップ The Last Ship (2016)
- バンシー Banshee (2016)